# بطال غازي (سيرة شعبية)
سيد بطال غازي هو محارب تركي مقيم في الأناضول (يرتبط في المقام الأول بملاطيا، حيث كان والده حسين غازي حاكمًا) استنادًا إلى معارك عبد الله البطال في القرن الثامن. وأصبحت الأساطير المنسوبة إليه، والتي تشكل أيضًا الجزء الأكبر من المعلومات المتوفرة عن الشخصية التاريخية، جزءًا مهمًا من الأدب الشعبي التركي [الإنجليزية].

## الأساطير
المصادر المتوفرة عن شخصية عبدالله البطال التاريخية تتكون من أساطير مكتوبة غالبا بأسلوب المثنوي الفارسي، وقد تتضمن عناصر أو نقاط تاريخية صحيحة تدعم بعضها البعض، وكذلك التناقضات. على سبيل المثال، يُستشهد به على أنه شارك وهو في العشرينيات من عمره في الحصار العربي الثاني للقسطنطينية في عام 718، وتسمي الأساطير عدوه البيزنطي ليون، والذي لا يمكن أن يكون سوى ليو الثالث الإيساوري، الإمبراطور أثناء الحصار. وبناءً على هذه المعلومات، يُعتقد أن تاريخ ميلاده كان حوالي 690-695، وهناك إجماع بين المؤرخين على قبول عام 740 باعتباره عام وفاته في معركة أكروينون. من ناحية أخرى، في إحدى القصص، يقوم باتال غازي بغارة على برج العذراء وينطلق بعيدًا عن أسكودار، على الجانب الآسيوي من المدينة، ومعه كنوز الإمبراطور وابنته، وهو حدث لم تؤكده أي سجلات تاريخية.

## روابط خارجية
- صور سيد بطال غازي كلية
- العديد من الصور لمجمع بطال غازي وقرية سيت غازي